# Östergötland
Östergötland (Ostro Gothia) là một trong những tỉnh truyền thống của Thụy Điển (landskap).
Cũng giống như các tỉnh của Thuỵ Điển hiện nay không còn chức năng hành chính. Tỉnh này nằm ở phía nam của Thụy Điển. Giáp Småland, Västergötland, Närke, Södermanland, và Biển Baltic. 